# Dolmens de la Sauzaie
Les Dolmens de la Sauzaie sont situés à Soubise, dans le département français de la Charente-Maritime.

## Protection
Situés à l'intérieur de la Base aérienne 721 Rochefort, seules les personnes autorisées à entrer dans cette enceinte militaire peuvent voir ces dolmens. Ils ont été déplacés lors de la construction de la piste de l'aéroport et sont en mauvais état. Ils sont classés au titre des monuments historiques en 1938.

## Description
À l'origine, il existait trois dolmens, de type angoumoisins, seuls deux subsistent aujourd'hui. Des pierres utilisées pour leur construction proviennent de plusieurs kilomètres en bordure du marais de Brouage. Ils sont déjà cités dans un pouillé de 1169 sous le nom de Boscum de Sauziliâ. Maintes fois cités dans des ouvrages du XIXe siècle, ils font l'objet d'une description plus précise par Émile Mauffras et Henri de Lestrange en 1882 après leur visite sur place.

### Dolmen A
La chambre sépulcrale était délimitée par un orthostate de 1,70 m de haut au nord-est et deux autres piliers de 2,40 m de haut au sud-est, dont l'un, comportant une échancrure de type hublot, devait constituer la dalle de fermeture. L'ensemble s'étendait sur 4 m de long pour 3 m de large pour une hauteur de 2,20 m. Le sol était couvert d'une dalle de 0,50 m d'épaisseur.
La monumentale table de couverture (5 m de long sur 2 m de large et 1,85 m d'épaisseur) de forme oblongue s'est brisée en deux morceaux après l'effondrement d'un pilier : le plus grand des deux demeuré en appui sur un côté et touchant le sol de l'autre, le second couché totalement au sol.

### Dolmen B
Ce dolmen se dressait à environ 70 m du dolmen A. La table coiffait trois orthostates à environ 2 m de hauteur. Une quatrième dalle reposait au sol. La chambre sépulcrale ainsi délimitée s'étendait sur 3 m de long et 2 m de large et s'ouvrait au sud-ouest.

### Dolmen C
Situé lui-aussi à environ 70 m du dolmen A, au bord de l'ancienne route de Saint-Agnant à Moëze, l'édifice était déjà endommagé au début du XIXe siècle.